# Debrecen–Nyírbátori HÉV
A Debrecen–Nyírbátori HÉV a debreceni főpályaudvarról indult és a város magját nyugat felől megkerülve a Nagyerdőn és Pallagon át közlekedett előbb Hajdúsámson, majd Nyírbátor felé.

## Története
1906. július 29-én nyitották meg egy a főpályaudvart az 5-ös villamos nyomvonalával összekötő szakasz, az 5-ös villamos Baromfivásártér és Nyulas közötti szakasza, illetve onnan Hajdúsámsonig újonnan épített szakaszok felhasználásával Debrecen–Hajdúsámsoni HÉV néven. 1911. július 29-én nyitották meg a Hajdúsámsont Nyírbátorral összekötő szakaszt, s ekkor vette fel a Debrecen–Nyírbátori HÉV nevet. Pallag utáni szakasza a MÁV mai Debrecen–Mátészalka vasútvonalának az elődje.
1924-től összekötötték az 1-es villamos nagyerdei szakaszával és a Nagyerdei Gyógyfürdő és Pallag között megindult a 3-as villamosvonal.
1950-ben államosították és vonalát Apafánál a MÁV Budapest-Nyíregyháza vonalába kötötték be. Innentől a belvárost keletről elkerülve a MÁV vonalán haladt, annak részévé vált, s régi szakaszait csak a villamosok használták.
Ma a MÁV Debrecen-Mátészalka vonalának feleltethető meg.

## Útvonala
A főpályaudvartól (ma inkább nagyállomásként emlegetik) indult nyugat felé, majd a Salétrom utcán át jutott el a Baromfivásártérig, a mai Nyugati utcáig, majd innen az 5-ös villamos vonalát használva a Böszörményi úton át haladt Nyulasig. Itt egy nem villamosított üzemi vágányon át jutott ki a Pallagi útra, ahol Pallagon át indult tovább Hajdúsámson, majd meghosszabbítása után Nyírbátor felé.
Mai útvonala immár nagyvasúti vonalként a MÁV Debrecen–Mátészalka vonala.

## Kapcsolata más vonalakkal
- A Baromfivásártér és Nyulas között az 5-ös villamos vonalát használta.
- 1924-től a 3-as villamos használta a Nagyerdei elágazás és Pallag közti szakaszát.
- Később a 7-es villamos használta a Tüdőklinika és Nagyerdei elágazás közti szakaszát.